# Dysurie
Dysurie je pálivá a řezavá bolest vycházející z močové trubice nebo jejího okolí při močení. Mezi její příčiny se řadí:
- lokální podráždění ústí močové trubice (intertrigo, balanitida, vulvovaginitida, užití nevhodných mýdel nebo přísad do koupelí)
- evakuace příliš koncentrované moči (dehydratace)
- zánět dolních močových cest (cystitida, uretritida)
- užitím léků dráždících sliznici močového měchýře (sulfonamidy, cyklofosfamid, amitriptylin)[1]
- vaginální mykóza